# The Rose (саундтрек)
The Rose — первый саундтрек-альбом Бетт Мидлер, куда вошли песни из фильма «Роза» 1979 года. Актриса сама записала все вокальные партии для фильма. Живой концерт, из которого и скомпонован альбом, был записан 23 июня 1978 года в театре «Уилтерн». Альбом смог достичь 12-й строчки в альбомном чарте Billboard Top LPs & Tape.
Первым синглом с альбома была выпущена песня «When a Man Loves a Woman», которая смогла добраться до 35-й позиции в чарте Billboard Hot 100. Второй сингл, песня «The Rose», стал настоящим хитом, достигнув 3-й строчки Billboard Hot 100, а также добралась до верхней строчки чарта Adult Contemporary. Она считается одной из самых успешных песен и визитных карточек Бетт Мидлер. В 2004 году Американский институт киноискусства поместил песню на 83-ю строчку в списке 100 лучших песен из американских фильмов за 100 лет.

## Список композиций
| №  | Название                       | Автор(ы)                      | Длительность |
| -- | ------------------------------ | ----------------------------- | ------------ |
| 1. | «Whose Side Are You On»        | Чарли Уилльямс, Кенни Хопкинс | 3:58         |
| 2. | «Midnight in Memphis»          | Тони Джонсон                  | 3:23         |
| 3. | «Concert Monologue»            |                               | 2:42         |
| 4. | «When a Man Loves a Woman»     | Эндрю Райт, Келвин Льюис      | 4:42         |
| 5. | «Sold My Soul to Rock N’ Roll» | Джен Пистилли                 | 3:23         |
| 6. | «Keep on Rockin’»              | Джон Картер, Сэм Хагар        | 3:02         |

| №  | Название                     | Автор(ы)                        | Длительность |
| -- | ---------------------------- | ------------------------------- | ------------ |
| 1. | «Love Me With a Feeling»     | Хадсон Уиттакер                 | 3:38         |
| 2. | «Camellia»                   | Стивен Хантер                   | 2:42         |
| 3. | «Homecoming Monologue»       |                                 | 1:22         |
| 4. | «Stay With Me»               | Джордж Уэйс, Джерри Раговой     | 5:00         |
| 5. | «Let Me Call You Sweetheart» | Бет Слейтер Уитсон, Лео Фридман | 1:30         |
| 6. | «The Rose»                   | Аманда Макбрум                  | 3:40         |

## Позиции в хит-парадах
Еженедельные чарты:
| Хит-парад (1979)                 | Высшая позиция |
| -------------------------------- | -------------- |
| Австралия (Kent Music Report)    | 10             |
| Франция (SNEP)                   | 31             |
| Нидерланды (Album Top 100)       | 16             |
| Новая Зеландия (RMNZ)            | 19             |
| Норвегия (VG-lista)              | 18             |
| Швеция (Sverigetopplistan)       | 4              |
| Великобритания (UK Albums Chart) | 68             |
| США (Billboard 200)              | 12             |

Годовые итоговые чарты:
| Хит-парад (1980)                   | Позиция |
| ---------------------------------- | ------- |
| Австралия (Kent Music Report)      | 7       |
| Канада (RPM Year-End)              | 58      |
| Новая Зеландия (Recorded Music NZ) | 36      |
| США (Billboard Top Popular Albums) | 12      |